# West Marion
West Marion é uma Região censo-designada localizada no estado norte-americano de Carolina do Norte, no Condado de McDowell.

## Demografia
Segundo o censo norte-americano de 2000, a sua população era de 1556 habitantes.

## Geografia
De acordo com o United States Census Bureau tem uma área de
4,8 km², dos quais 4,8 km² cobertos por terra e 0,0 km² cobertos por água.

## Localidades na vizinhança
O diagrama seguinte representa as localidades num raio de 28 km ao redor de West Marion.